# C/1811 F1
 C/1811 F1 lub Wielka Kometa z 1811 roku – kometa długookresowa, którą można było obserwować gołym okiem w 1811 roku.

## Odkrycie i obserwacje komety
Kometa została odkryta 25 marca 1811 roku przez Honoré’a Flaugerguesa. Znajdowała się ona wtedy w odległości 2,7 j.a. od Słońca. 12 września 1811 roku kometa przeszła przez peryhelium. W październiku osiągnęła maksymalną jasność wynoszącą ok. 0m. Gołym okiem widoczna była przez 260 dni.
O komecie tej wspomina Adam Mickiewicz w Panu Tadeuszu (Był to kometa pierwszej wielkości i mocy).

## Orbita komety
Wielka Kometa z 1811 roku porusza się po orbicie w kształcie bardzo wydłużonej elipsy o mimośrodzie 0,995. Peryhelium znajduje się w odległości 1,035 j.a. od Słońca, aphelium zaś aż 423,75 j.a. od niego. Na jeden obieg wokół Słońca potrzebuje ok. 3096 lat, nachylenie jej orbity do ekliptyki wynosi 106,93˚.

## Właściwości fizyczne
Kometa wykształciła w czasie maksymalnej aktywności łatwo dostrzegalną komę, dwa warkocze, których długość na firmamencie dochodziła do 60º. Wielkość jądra szacowano na 30-40 km. Było ono wydłużone i charakteryzowało się niezwykle dużą aktywnością; wydzielało duże ilości gazów i pyłów. Pod wieloma względami kometa z 1811 roku przypomina kometę Hale’a-Boppa.